# Pterotolithus
Pterotolithus és un gènere de peixos de la família dels esciènids i de l'ordre dels perciformes.

## Taxonomia
- Pterotolithus lateoides (Bleeker, 1850)[3]
- Pterotolithus maculatus (Cuvier, 1830)[4][5][6][7][8][9][10]